# Constructieve onderwijspolitiek
Constructieve onderwijspolitiek is een overheid die zich laat leiden door uitgesproken doelen en een innovatiestrategie. Het begrip is afkomstig van Philippus Jacobus Idenburg.
Het onderwijsbeleid in Nederland was tot de jaren 1970 te veel op het herverdelen van middelen over scholen gericht (allocatie). Problemen als geografisch en sociale ongelijkheid en vernieuwingen werden te weinig aangepakt. De Mammoetwet uit 1968 was een goed voorbeeld van deze onderwijspolitiek.
In grote lijn kan het onderwijsbeleid in 2006 in Nederland ook constructief genoemd worden.